# Карп (апостол от 70)
Карп (др.-греч. Καρπός) — апостол от семидесяти, ученик апостола Павла. Первый епископ Берии Фракийской (Pseudo-Hippolyte, Ejusdem Hippolyti de LXX Apostolis // Patrologia greca, X, col. 957—958). 
Имя апостола Карпа упоминается во 2-м послании апостола Павла к Тимофею: «Когда пойдешь, принеси фелонь, который я оставил в Троаде у Карпа, и книги, особенно кожаные» (2Тим. 4:13). Речь идет о пребывании апостола Павла в Троаде в 64 году, когда он был арестован по доносу медника Александра (2Тим. 4:14). Видимо при внезапном аресте Павел оставил у Карпа свою фелонь и книги, а может быть чиновники, схватившие апостола, не дозволили тогда взять с собой.
О апостоле Kapпе в Четьи-Минеи Димитрия Ростовского сказано: «Карп святый, его же Павел святый во 2-м послании к Тимофею по Тихике святом воспоминает, глаголя: Фелонь, его же оставил в Троаде у Карпа, грядый принеси, и книги, бысть епископ в Берии Фригийстем». Синаксарь дополнительно сообщает: «ученик и спутник святаго апостола Павла, святый Карп благовествова Евангелие в Крите и Фракии и бысть епископом в Берии Фракийском. Ту пострада от неверных в царство Нерона». По другим сказаниям, Карп мирно скончался в Берии.
В православной церкви память апостола Карпа совершается 26 мая (8 июня) и 4 (17) января в день Собора Апостолов от семидесяти, в католической церкви — 13 октября.